# 692
Раннє Середньовіччя. Триває чума Юстиніана. У Східній Римській імперії продовжується правління Юстиніана II. Більшу частину території Італії займає Лангобардське королівство, деякі області належать Візантії. Франкське королівство розділене між правителями з династії Меровінгів. Іберію займає Вестготське королівство. В Англії триває період гептархії. Авари та слов'яни утвердилися на Балканах. Центр Аварського каганату лежить у Паннонії. Існують слов'янські держави: Карантанія та Перше Болгарське царство.
Омеядський халіфат займає Аравійський півострів, Сирія, Палестина, Персія, Єгипет, частина Північної Африки. У Китаї правління династії Тан перервалося оголошенням династії Чжоу. Індія роздроблена. В Японії триває період Ямато. Хазарський каганат підпорядкував собі кочові народи на великій степовій території між Азовським морем та Аралом. Відновився Тюркський каганат.
На території лісостепової України в VII столітті виділяють пеньківську й празьку археологічні культури. У VII столітті продовжилося швидке розселення слов'ян. У Північному Причорномор'ї співіснують різні кочові племена, зокрема булгари, хозари, алани, авари, тюрки.

## Події
- 40-тисячне арабське військо вирушило на завоювання Магребу.
- Омеядський халіфат припинив бунт у Мецці, Абдаллах ібн аз-Зубейр загинув.
- Візантійські війська під проводом Леонтія зазнали поразки від арабів у битві при Себалосі через зраду слов'ян на чолі з Небуло. Василевс Юстиніан II жорстоко помстився тим слов'янам, що залишилися.
- Китай підкорив державу Хотан.
- Відбувся Трулльський собор, що затвердив апостольські правила. Папа Сергій I не визнав тих рішень Собору, що суперечили нормам західної церкви.